# Сортувальна гірка

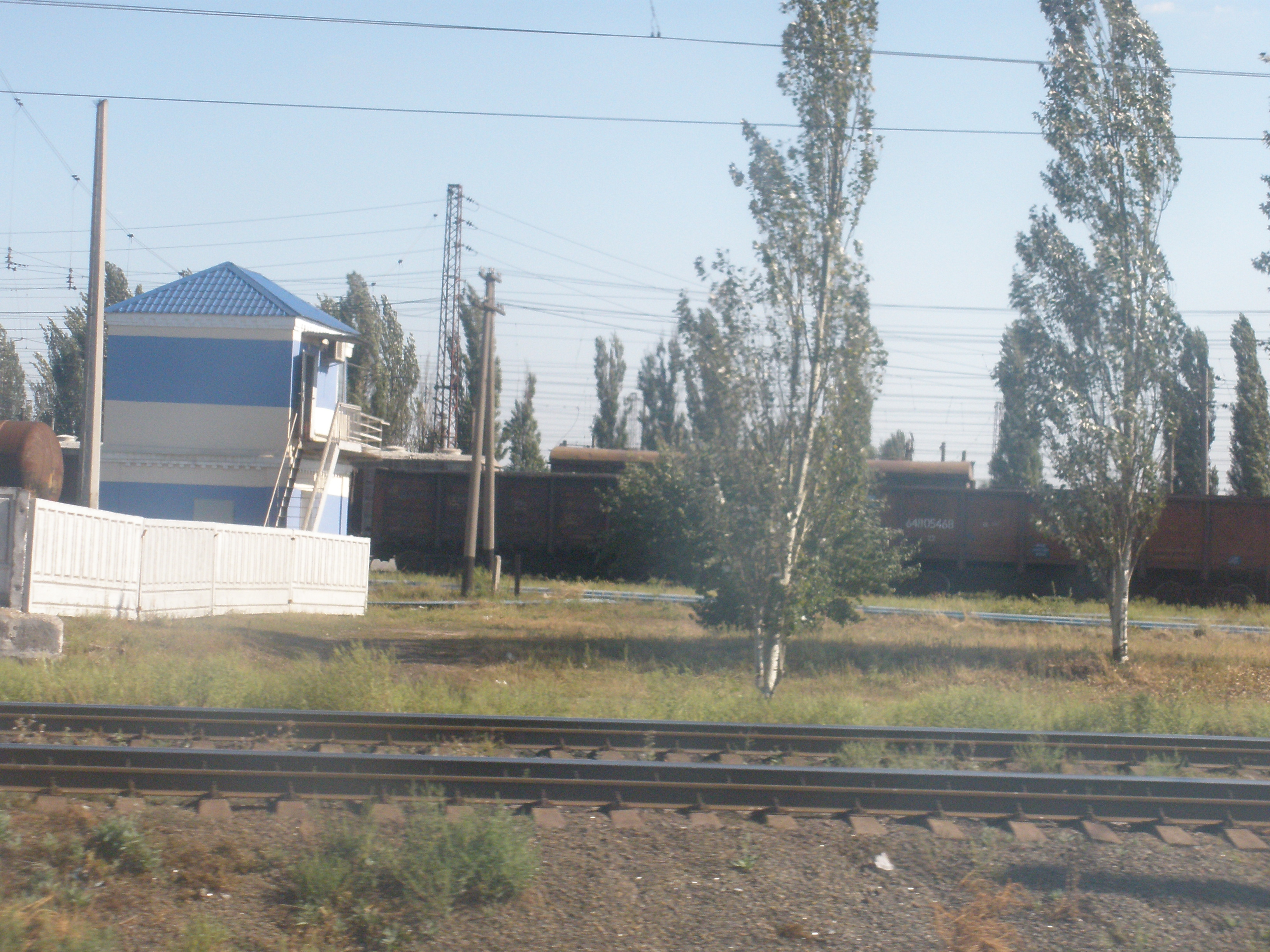
Фрагмент залізничної гірки на станції Ясинувата.

Сортувальна гірка — залізнична станційна споруда для сортування вагонів.

Використовується для скочування вагонів і груп вагонів з ухилу. 
На станції Ясинувата (Донецька область) споруджена одна з найбільших у світі сортувальних гірок.